# Centrum voor Academische en Vrijzinnige Archieven
Het Centrum voor Academische en Vrijzinnige Archieven (CAVA) is een Belgische archiefinstelling. CAVA verwerft, beheert, onderzoekt en ontsluit het roerend erfgoed en immaterieel (cultureel) erfgoed van de Vlaamse vrijzinnig-humanistische gemeenschap en van de Vrije Universiteit Brussel (VUB).
CAVA is een samenwerkingsverband tussen het Centrum voor Vrijzinnig Humanistisch Erfgoed (CVHE) en het Universiteitsarchief van de Vrije Universiteit Brussel. Het is gevestigd op de VUB. Het biedt onderdak aan archieven van vrijzinnige instellingen, verenigingen en personen, zoals die van de Unie Vrijzinnige Verenigingen en de Humanistisch Verbond, archieven van studentenverenigingen als het Brussels Studentengenootschap en Studiekring Vrij Onderzoek, en de archieven van de VUB. Het organiseert daarnaast ook tentoonstellingen, debatten, e.d. rond thema's die betrekking hebben op het door CAVA bewaarde erfgoed.
CAVA stond vanaf het ontstaan in 2012 tot mei 2022 onder leiding van prof. dr. Frank Scheelings. In juni 2022 nam dr. Ellen Van Impe de leiding over van Frank Scheelings. In mei 2024 volgde Rik Röttger Ellen van Impe op als coördinator van CAVA.
In 2016 verwierf CAVA het kwaliteitslabel 'erkend cultureel archief'.